# Justus Frantz
Justus Frantz   (Inowrocław, 18 de maig de 1944) és un pianista, director d'orquestra i presentador de televisió alemany.

## Biografia
Justus Frantz és un fill de Richard Frantz († ca. gener de 1944) i de Dorothea Sybille (àlies: Dosy). Goßler família noble de Breslau 1906–2001), filla d'Alfred von Goßler. Després de fugir de la finca de la família Schätz al final de la Segona Guerra Mundial, la mare i els seus quatre germans van trobar allotjament amb la família d'Alfred von Goßler al "Gut Testorf". Aquí va passar els primers anys de la seva vida.
Frantz va començar a tocar el piano quan tenia deu anys. El seu extraordinari talent va ser reconegut i encoratjat ben aviat pel professor Eliza Hansen. El 1967, Frantz va guanyar el segon premi juntament amb Claus Kanngiesser al Concurs internacional de música ARD en el duo violoncel i piano, que va marcar l'inici de la seva carrera internacional. Als 23 anys va ser admès a la "Studienstiftung des Deutschen Volkes".
Especialment l'estudi en el "curs màster" de Wilhelm Kempff va influir en Frantz en la seva carrera. El 1970 va assolir el seu avenç a la primera classe internacional com a pianista amb la Berliner Philharmonikern sota la direcció de Herbert von Karajan. Frantz va fer el seu debut concert als EUA l'any 1975 amb la New York Philharmonic sota la batuta de Leonard Bernstein, amb qui més tard va treballar sovint. També va tocar amb altres directors coneguts, com ara Carlo Maria Giulini, Rudolf Kempe i Bernard Haitink.
El 1986 Frantz es va convertir en Professor a la Universitat de Música i Drama d'Hamburg. La càtedra està suspesa. Com que era important per a ell obrir la música clàssica a un abast tan ampli El mateix any va fundar el Festival de Música de Schleswig-Holstein, que ràpidament es va convertir en un festival de classe mundial amb artistes internacionals de primer nivell tocant música en castells, graners i cases pairals. Fins al 1994 en va ser el director Artístic. També va ser cofundador de la Jove Filharmònica Germano-Soviètica el 1989 i el 1995 va fundar la Filharmònica de les Nacions, que està formada per joves músics de diferents països sota el lema "Fes música". com a amics". Ha estat implicat al Rotary Club Hamburg-Wandsbek des de 1987. Va pertànyer a la Friday Society Helmut Schmidt s an.
Frantz també es va donar a conèixer a través de diversos programes de televisió propis, inclòs Achtung! Klassik (ZDF), pel qual va ser guardonat amb diversos premis de televisió. Apropa la música clàssica als nens, especialment en els seus concerts, tallers i en els seus CD. A la sèrie de CD Classic for Kids modera la presentació d'importants compositors especialment per a nens.

## Família
Justus Frantz té dos fills: Christopher Tainton (1975) amb la pianista Carol Tainton, i Justus Konstantin Frantz (2005) amb la seva dona, el violinista rus Ksenia Dubrowskaja (1980). Justus Frantz va estar casat amb Alexandra von Rehlingen fins al 1990. El seu nebot és el pianista Caspar Frantz.
Frantz viu a Hamburg-Rotherbaum].

## Repertori
Frantz es concentra principalment en la música dels Clàssics vienesos i el Romànticisme. Juntament amb Christoph Eschenbach ha interpretat sovint peces per a quatre mans i per a dos pianos. En particular, Frantz es va dedicar a les obres de Mozart i Beethoven, que va presentar en actuacions cícliques a diverses ciutats europees i va gravar en diversos CD.

## premis
El 1989, Justus Frantz va ser nomenat ambaixador especial a l'Alt Comissionat de les Nacions Unides per als Refugiats i va rebre la Gran Creu al Mèrit de la República Federal d'Alemanya per la seva tasca. El 2005 va rebre el Premi Würth de Jeunesses Musicales Germany juntament amb la Filharmònica de les Nacions. Justus Frantz és membre honorari de l'Europäische Kulturwerkstatt (EKW) Berlín-Viena.

## Polèmica
Frantz va rebre crítiques després que va justificar l'annexió de Crimea el (2014) per part de Rússia el 2014, anomenant-la "reparació de les injustícies històriques" i es va descriure com "Putin comprensiu". però també va afegir que "no era cap sant". Després de l'atac rus a Ucraïna del 2022, "queda poc" de l'entesa per a Putin, va ser l'opinió de l'expert rus de Zeit, Michael Thumann.
A més, el febrer de 2023, Frantz va ser un dels 69 primers a signar una petició titulada "Manifest per la Pau" iniciada per Sahra Wagenknecht i Alice Schwarzer, que demana el final del subministrament d'armes militars a Ucraïna com a suport després de la invasió russa.